# Serguei Belàvenets
Serguei Vsévolodovitx Belàvenets (en rus: Сергей Всеволодович Белавенец), Smolensk, 8 de juliol de 1910 – 7 de març de 1942), fou un jugador i periodista d'escacs jueu soviètic, d'ascendència belarussa, reconegut teòric dels escacs.

## Biografia
Belàvenets va néixer a Smolensk en l'àmbit d'una família noble. Ell i en Mikhaïl Iudóvitx, coneguts com “els bessons de Smolensk”, van ser molt bons amics des que es van conèixer en un matx escolar el 1925. En els anys següents, varen estudiar amb l'oncle de Belàvenets, Konstantín Vigódtxikov.

## Resultats destacats en competició
Belàvenets fou 4t al 2n Campionat de Belarús el 1925 (el campió fou Solomon Rosenthal), empatà als llocs 5è-9è a l'11è Campionat de Moscou el 1930, empatà als llocs 1r-3r al 13è Campionat de Moscou de 1932, fou 4t al 14è Campionat de Moscou el 1933/34, guanyà el 4t Campionat de Rússia a Moscou 1934, fou 3r al 15è Campionat de Moscou el 1935, empatà als llocs 3r-5è al 16è Campionat de Moscou el 1936, fou 1r al 17è Campionat de Moscou de 1937, empatà als llocs 1r-2n amb Vassili Smislov al 18è Campionat de Moscou de 1938, empatà als llocs 6è-7è al 19è Campionat de Moscou el 1939/40, i fou 2n al 20è Campionat de Moscou el 1941.

## Mort
Belàvenets va morir en combat, a Stàraia Russa el 1942, quan formava part de l'Exèrcit soviètic, lluitant en la II Guerra Mundial.
Des de 1984, se celebren a Smolensk competicions internacionals d'escacs en memòria de "S. V. Belàvenets".
La seva filla Liudmila Belàvenets va tenir el títol de Campiona del món d'escacs per correspondència entre 1984 i 1992.